# マリア・アンパロ・ムニョス
マリア・アンパロ・ムニョス・イ・ボルボン（スペイン語: María Amparo Muñoz y Borbón, 1834年11月17日 - 1864年8月19日）は、スペイン女王イサベル2世の異父妹である貴族。
イザベル2世の母后で摂政を務めたマリア・クリスティーナ・デ・ボルボン＝ドス・シシリアスと、その貴賤結婚の相手であるリアンサレス公爵アグスティン・フェルナンド・ムニョスとの間に生まれた娘でビスタ・アレグレ女伯（condesa de Vista Alegre）。

## 生涯
スペイン王フェルナンド7世の4番目の妃マリア・クリスティーナは王妃として二人の王女をもうけ、夫が1833年9月に崩御すると上の娘をイサベル2世として即位させていた。しかし、その3か月後の1833年12月に自らの警護官と再婚した。マリア・アンパロはこの醜聞となった再婚での最初の子供として、翌1834年に生まれ、マリア・アンパロ・デ・ロス・デサンパラードスと名付けられた（María Amparo de los Desamparados）。

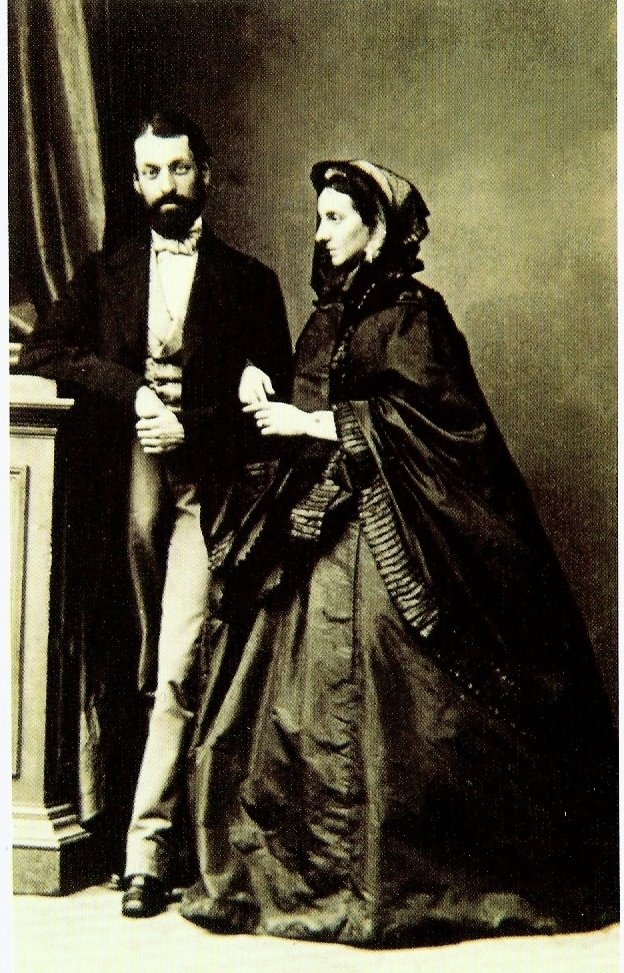
マリア・アンパロと夫チャルトリスキ公爵

彼女は1855年3月1日、亡命していたポーランドの大貴族ヴワディスワフ・チャルトリスキ公と結婚し、夫の一族チャルトリスキ家が根城としていたパリのオテル・ランベールに居を構えた。
夫妻の間には1858年、一人息子アウグストが生まれた。しかしマリア・アンパロは結核に冒され、しかも運悪く幼い息子に移してしまった。
マリア・アンパロは治ることのないまま、1864年8月に29歳で没した。

## 子女
- アウグスト・フランチシェク・マリア・ユゼフ・カイェタン（1858年 - 1893年）